# 嘻笑節
嘻笑節（法語：Juste pour rire）是一年一度在加拿大魁北克省的蒙特利爾所舉辦的喜劇節日。它是全世界最大型的節日之一；始於1983年，原為法語區的節日，後於1985年英語區也開始流行。